# Liste der Baudenkmale in Dannevirke
Die Liste der Baudenkmale in Dannevirke umfasst alle vom New Zealand Historic Places Trust (NZHPT) als „Historic Place“ oder „Historic Area“ eingestuften Baudenkmale und Flächendenkmale der neuseeländischen Ortschaft Dannevirke. Die Angaben stammen aus dem Register des NZHPT. Die Bezeichnungen der Baudenkmale orientieren sich an diesem Register. In die Liste werden auch bekannte Wahi Tapu (Area), kulturell und religiös bedeutsame Stätten und Gebiete der Māori, aufgenommen. Sie werden jedoch meist nicht publiziert.

| Bild           | Bezeichnung                                        | Ort        | Anschrift                                          | Beschreibung                                                                     | Bauzeit    | Eintrag            | Nummer | Kat. |
| -------------- | -------------------------------------------------- | ---------- | -------------------------------------------------- | -------------------------------------------------------------------------------- | ---------- | ------------------ | ------ | ---- |
| weitere Bilder | Bank of New Zealand Building                       | Dannevirke | 114-116 High Street und Gordon Street Karte        | ehemalige Filiale der Bank of New Zealand                                        | 1915       | 16. November 1989  | 4416   | 1    |
| weitere Bilder | Dannevirke Railway Station Canopy                  | Dannevirke | Hall Street Karte                                  | Bahnsteigüberdachung                                                             | 1903       | 28. Juli 1990      | 4415   | 2    |
| weitere Bilder | Neagles Building                                   | Dannevirke | 28 High Street Karte                               | Ladengeschäft                                                                    | n.a.       | 27. November 1986  | 4541   | 2    |
| weitere Bilder | Colonial Fair Antiques                             | Dannevirke | 40 High Street Karte                               | Ladengeschäft                                                                    | n.a.       | 27. November 1986  | 4542   | 2    |
| weitere Bilder | Post Office (Former)                               | Dannevirke | 91 High Street und Gordon Street Karte             | Postamt, ehemaliges                                                              | n.a.       | 27. November 1986  | 4543   | 2    |
| weitere Bilder | Westpac Building                                   | Dannevirke | 113 High Street Karte                              | ehemalige Filiale von Westspac                                                   | n.a.       | 27. November 1986  | 4544   | 2    |
| weitere Bilder | Courthouse                                         | Dannevirke | Gordon Street Karte                                | Gerichtsgebäude                                                                  | n.a.       | 27. November 1986  | 4545   | 2    |
| weitere Bilder | Public Trust Office                                | Dannevirke | 133-137 High Street Karte                          | Gebäude des Dannevirke Public Trust                                              | n.a.       | 27. November 1986  | 4546   | 2    |
| weitere Bilder | Public Library (Former)                            | Dannevirke | 25 Allardice Street Karte                          | Bibliothek, ehemalige                                                            | n.a.       | 27. November 1986  | 4547   | 2    |
| weitere Bilder | Council Chambers and Town Hall                     | Dannevirke | 156 High Street und McPhee Street Karte            | Gemeindeverwaltung und Versammlungshalle                                         | n.a.       | 27. November 1986  | 4550   | 2    |
| weitere Bilder | St Johns Church (Anglican)                         | Dannevirke | 174-178 High Street Karte                          | Kirche, anglikanische                                                            | n.a.       | 27. November 1986  | 4551   | 2    |
| BW             | War Memorial                                       | Dannevirke | High Street Karte (ungenau)                        | Kriegsdenkmal                                                                    | n.a.       | 27. November 1986  | 4552   | 2    |
| weitere Bilder | Casual Company Building (Formerly W Rose Building) | Dannevirke | 36-38 High Street Karte                            |                                                                                  | n.a.       | 27. November 1986  | 4803   | 2    |
| weitere Bilder | Arcadia Picture Theatre                            | Dannevirke | 84 High Street Karte                               | Kino, eines der Wenigen in Neuseeland verbliebenen aus den Zeiten des Stummfilms | 1919       | 10. September 2004 | 7569   | 2    |
| weitere Bilder | Allardice Street Workers' Cottages Historic Area   | Dannevirke | 11, 15, 17 Allardice Street und Burns Street Karte | Straßenzeile mit mehreren Arbeiterhäusern                                        | 1903 (vor) | 27. November 1986  | 7025   | HA   |